# Зоран Міркович
Зоран Міркович (серб. Zoran Mirković, нар. 21 вересня 1971, Белград) — сербський футболіст, що грав на позиції захисника. По завершенні ігрової кар'єри — тренер.
Виступав, зокрема, за клуб «Фенербахче», а також національну збірну Сербії і Чорногорії.
Володар Кубка Югославії. Чемпіон Туреччини. Володар Кубка Інтертото.

## Клубна кар'єра
У дорослому футболі дебютував 1989 року виступами за команду клубу «Раднички» (Свілайнаць), в якій провів один сезон, взявши участь у 15 матчах чемпіонату.
Згодом з 1990 по 2000 рік грав у складі команд клубів «Рад», «Партизан», «Аталанта» та «Ювентус». Протягом цих років виборов титул володаря Кубка Інтертото.
Своєю грою за останню команду привернув увагу представників тренерського штабу клубу «Фенербахче», до складу якого приєднався 2000 року. Відіграв за стамбульську команду наступні три сезони своєї ігрової кар'єри. Більшість часу, проведеного у складі «Фенербахче», був основним гравцем захисту команди.
Завершив професійну ігрову кар'єру у клубі «Партизан», у складі якого вже виступав раніше. Прийшов до команди 2004 року, захищав її кольори до припинення виступів на професійному рівні у 2006 році.

## Виступи за збірні
У 1995 році дебютував в офіційних матчах у складі національної збірної Югославії. Протягом кар'єри у національній команді, яка тривала 8 років, провів у формі головної команди країни 59 матчів.
У складі збірної був учасником чемпіонату світу 1998 року у Франції.

## Кар'єра тренера
Розпочав тренерську кар'єру, повернувшись до футболу після невеликої перерви, 2015 року, очоливши тренерський штаб клубу «Синджелич».
Наступного року став асистентом Любиші Тумбаковича у тренерському штабі збірної Чорногорії.
5 серпня 2018 року був представлений як головний тренер белградського «Партизана».

## Титули і досягнення
- Чемпіон Югославії (2):

«Партизан»: 1993–94, 1995–96
- Володар Кубка Югославії (1):

«Партизан»: 1993–94
- Чемпіон Туреччини (1):

«Фенербахче»: 2000-01
- Володар Кубка Інтертото (1):

«Ювентус»: 1999
- Чемпіон Сербії і Чорногорії (1):

«Партизан»: 2004–05